# 國家人民軍陸軍
國家人民軍陸軍（德語：Landstreitkräfte der Nationalen Volksarmee，LaSK）是德意志民主共和國武裝部隊國家人民軍的陸海空三軍種之一，或又常被稱作「東德陸軍」。